# Randeck (pfälzisches Adelsgeschlecht)

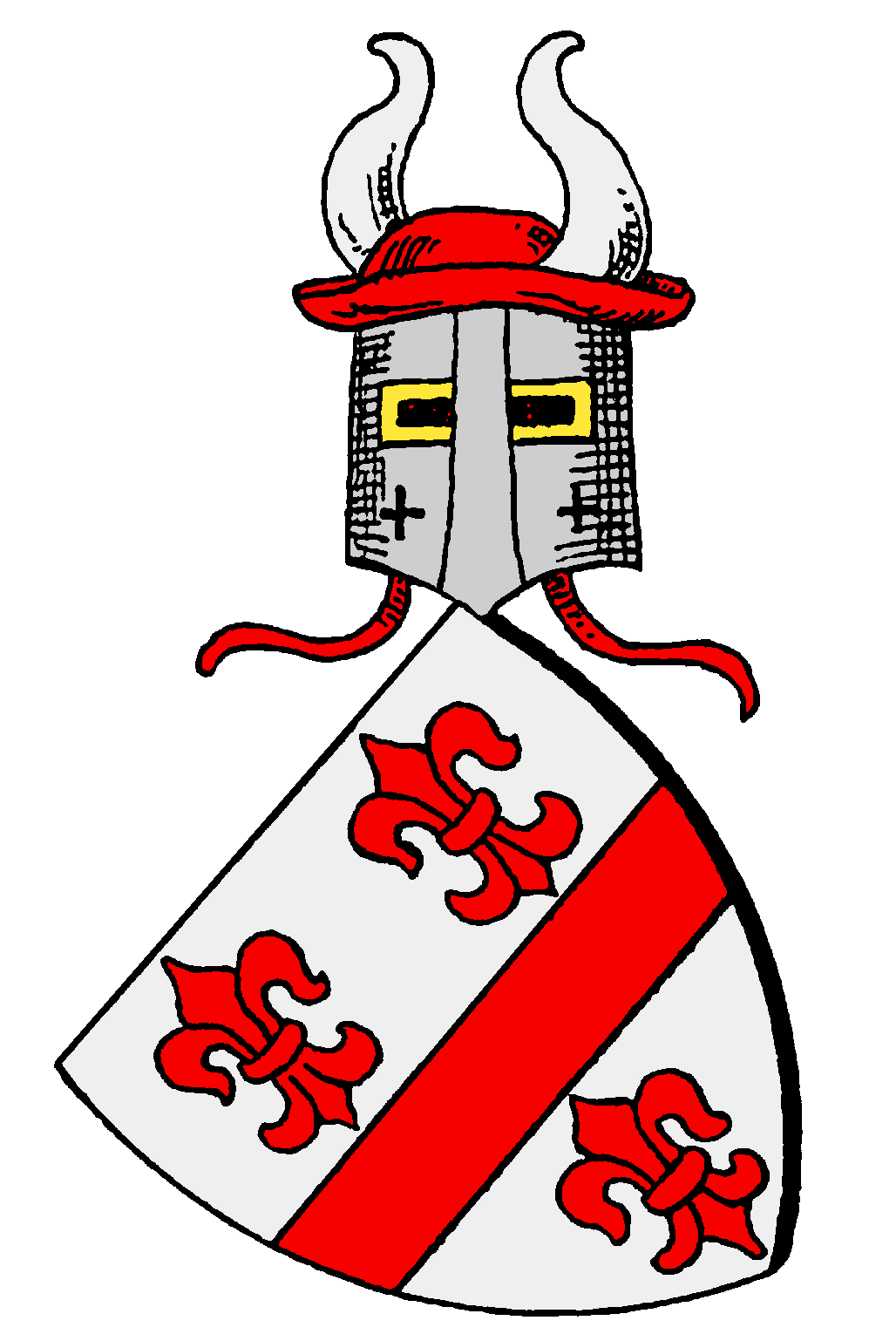
Wappen derer von Randeck

Die Herren von Randeck waren ein pfälzisches Adelsgeschlecht, das sich nach der Burg Randeck bei Mannweiler-Cölln benannte.
Die Familie ist zu unterscheiden von dem schwäbischen Adelsgeschlecht Randeck.

## Geschichte
Die Familie hat ihre Anfänge im frühen 13. Jahrhundert und geht offenbar aus dem Geschlecht der Kolb von Wartenberg hervor, ebenso wie die Herren von Bilenstein.
Erster sicherer und urkundlich fassbarer Namensträger war Heinrich von Randeck, der 1202 bei einem Vergleich Heinrichs von Wartenberg mit dem Kloster Hane als Zeuge benannt ist. Bereits 1200 trat er als Bürge König Philipps von Schwaben bei einer Zollbefreiung für das Erzbistum Trier auf. Nochmals erscheint er 1212 als Zeuge im Vertrag Kaiser Ottos IV. mit Herzog Ludwig I. von Bayern. Heinrich von Randeck soll ein Enkel Ulrichs von Wartenberg gewesen sein. Das ähnliche Wappen der Kolb von Wartenberg und der Herren von Randeck weist ebenfalls in diese Richtung.
Ab Beginn des 13. Jahrhunderts lässt sich die Familie auf der namensgebenden Stammburg nachweisen, wobei sich spätestens 1283, mit Embricho von Randeck, der Familienzweig derer von Löwenstein bzw. zu Randeck genannt von Löwenstein oder Brenner von Löwenstein zu Randeck abspaltete. Ab 1327 gründete Johann von Randeck die Seitenlinie von Weissenstein, die bei Mörsfeld ansässig war.
Dietrich von Randeck, ein Enkel Heinrichs, amtierte von 1299 bis 1303 als Burggraf von Böckelheim, 1322–1325 als Reichsschultheiß in Oppenheim. Im 14. Jahrhundert waren die Randecker auch Burgmänner auf Montabaur.
Heinrich V. von Randeck, ein Urenkel des Stammvaters der Familie, bekleidete 1327–1330 die Würde eines Abtes der Zisterzienserabtei Himmerod.
Eine Generation später fungierte Eberhard von Randeck († 1372) als Domdekan in Speyer, wurde 1363 zum Bischof von Speyer gewählt, musste aber resignieren, da der Kaiser seinen Vertrauten Lamprecht von Brunn zum Oberhirten bestimmt hatte.
Mit Adam von Randeck starb die Familie 1537 im Mannesstamm aus, beerbt von ihren Verwandten Löwenstein genannt Randeck (ausgestorben 1664) und von Flörsheim, in welche Familie die letzte Erbtochter eingeheiratet hatte.

## Wappen
Das Wappen zeigt in Silber einen roten Balken, begleitet von oben zwei und unten einer roten Lilie. Auf dem Helm ein roter Hut mit silbernen Hörnern im Stulp.